# Gerd Sackritz
Gerhard „Gerd“ Sackritz (* 29. September 1942) ist ein ehemaliger Fußballspieler aus der DDR.

## Sportliche Laufbahn
Sackritz spielte von 1961 bis 1971 in der Hintermannschaft des SC Empor Rostock bzw. des FC Hansa Rostock. Er absolvierte in dieser Zeit insgesamt 199 Oberliga-, 26 FDGB-Pokal- und sechs Europapokalspiele. Außerdem bestritt er von 1963 bis 1964 drei Länderspiele mit der DDR-Nachwuchsnationalmannschaft.
Der Rechtsverteidiger ging in der Saison 1961/62 zu den Rostockern, die die vergangene Saison mit Platz 6 in der Oberliga beendet hatten und bis in das Finale des FDGB-Pokals (2:3 gegen Motor Jena) gelangt waren. In seiner ersten Oberliga-Spielzeit kam er auf insgesamt zwei Einsätze, wobei ihm das erste seiner insgesamt elf Oberligatore gelang. Ab der Folgesaison hatte Sackritz einen Stammplatz im Team. In den Spielzeiten 1963/64 und 1965/66 bestritt er alle 26 Begegnungen.
Sackritz kam nach Rostock, als für die Ostseestädter die so genannte silberne Ära begann. Während seiner Rostocker Zeit wurde die Mannschaft viermal Vizemeister und stand 1967 erneut im Pokalfinale (0:3 gegen Motor Zwickau, ohne Sackritz).
Im Messepokal 1968/69 gab Sackritz sein internationales Debüt. Er stand beim Erstrunden-Rückspiel gegen OGC Nizza in der Startaufstellung. Zwar verlor Rostock in Nizza mit 1:2, hatte sich durch den 3:0-Hinspielsieg jedoch für die Zweite Runde qualifiziert. In der Zweiten Runde spielte Sackritz beide Partien gegen den AC Florenz und schied mit Hansa aus. Ein Jahr später im Messepokal 1969/70 spielte er erneut das Erstrunden-Rückspiel, diesmal gegen Panionios Athen und erreicht ebenfalls die nächste Runde. Hier stand er bei beiden Partien gegen Inter Mailand auf dem Platz. Im Hinspiel erzielte Sackritz in der 90. Minute den 2:1-Siegtreffer.
Nach zehn Jahren in der Oberliga wechselte Sackritz 1971 zwei Klassen tiefer zur BSG Schiffahrt/Hafen Rostock. Mit ihr erreichte er 1972 den Aufstieg in die DDR-Liga. Für Schiffahrt/Hafen spielte er bis 1976, zwischendurch für die BSG Aufbau Ribnitz in der Hinrunde der Saison 1974/75 in der drittklassigen Bezirksliga.